# Vårt hems gyllene bibliotek
Vårt hems gyllene bibliotek, bokserie som gavs ut i slutet av 1920-talet och början av 1930-talet av Vårt hems förlag. Deras egen beskrivning av serien löd: Svenskt liv och leverne. I staden och på landet, i nuet och historien, bland herrar, borgare och bönder, skildrat av de förnämsta samtida berättarna.
| Volym | Titel                           | Författare            | Utgivningsår |
| ----- | ------------------------------- | --------------------- | ------------ |
| 1     | Ådalens poesi                   | Pelle Molin           | 1929         |
| 2     | Firman Åbergson                 | Erik Fahlman          | 1929         |
| 3     | Frosten                         | Astrid Väring         | 1929         |
| 4     | Smålandshistorier               | Albert Engström       | 1929         |
| 5     | I Östergyllen                   | Berit Spong           | 1930         |
| 6     | Köpmän och krigare              | Sven Lidman           | 1930         |
| 7     | Fiskare                         | Ludvig Nordström      | 1930         |
| 8     | Fridas bok                      | Birger Sjöberg        | 1930         |
| 9     | En herrgårdssägen               | Selma Lagerlöf        | 1930         |
| 10    | Norrtullsligan                  | Elin Wägner           | 1930         |
| 11    | En skälmroman                   | Per Hallström         | 1930         |
| 12    | Heliga Birgittas pilgrimsfärd   | Verner von Heidenstam | 1930         |
| 13    | Markurells i Wadköping          | Hjalmar Bergman       | 1930         |
| 14    | Vår i Folkare: noveller         | Carl Larsson i By     | 1930         |
| 15    | Folkliv                         | Ernst Ahlgren         | 1930         |
| 16    | Från Fjerdingen och Svartbäcken | August Strindberg     | 1930         |